# Marinika Tepić
Marinika Tepić z domu Čobanu cyr. Мариника Тепић (ur. 25 sierpnia 1974 w Pančevie) – serbska dziennikarka i polityk pochodzenia rumuńskiego, członkini rządu regionalnego Wojwodiny (2012–2016), posłanka do Zgromadzenia Narodowego.

## Życiorys
Ukończyła szkołę muzyczną w Pančevie w klasie fortepianu, a w 1995 studia z zakresu filologii angielskiej i rumuńskiej na Uniwersytecie w Belgradzie. Początkowo była zatrudniona jako nauczycielka języka angielskiego w szkole podstawowej. Przez kilkanaście lat pracowała jako dziennikarka, m.in. w tygodniku „Libertatea”. Była też redaktorką w stacji Radio 021 i zastępczynią redaktora naczelnego jednego z jej programów.
Działała w Lidze Socjaldemokratów Wojwodiny (m.in. jako jej rzeczniczka prasowa) i samorządzie rodzinnej miejscowości. Od 2012 do 2016 zajmowała stanowisko sekretarza do spraw sportu i młodzieży w rządzie regionalnym Wojwodiny. W 2014 uzyskała po raz pierwszy mandat posłanki do Skupsztiny, z którego z uwagi na niepołączalność funkcji zrezygnowała wkrótce po rozpoczęciu kadencji. W serbskim parlamencie zasiadała następnie w latach 2016–2020.
W 2017 opuściła swoje ugrupowanie, krytykując start jego lidera Nenada Čanaka w wyborach prezydenckich. Weszła w tymże roku w skład prezydium Nowej Partii. W 2019 została natomiast wiceprzewodniczącą założonej przez Dragana Đilasa Partii Wolności i Sprawiedliwości. Przed wyborami parlamentarnymi w 2022 otrzymała pierwsze miejsce na liście koalicji zawiązanej przez część ugrupowań opozycyjnych, zdobywając w wyniku głosownia wyborach mandat deputowanej. W wyborach w 2023 kandydowała natomiast z ramienia nowej opozycyjnej koalicji Serbia przeciw Przemocy, uzyskując reelekcję na kolejną kadencję serbskiego parlamentu.